# Bomporto
Bomporto es un municipio italiano situado en la provincia de Módena, en la región de la Emilia-Romaña.

## Demografía
| Gráfica de evolución demográfica de Bomporto entre 1861 y 2001 |
|                                                                |
| Fuente ISTAT - elaboración gráfica de Wikipedia                |